# II. Márton pápa
II. Márton (latinul: hibásan Marinus), néha Constantinus Marinus (?, Gallese – 884. május 15., Róma) néven lépett a trónra a világtörténelem 109. pápája 882. december 16-án. Neve a krónikákban többször is vita tárgya volt, ugyanis I. Marinusként (Marinusz) jegyzik a latin források, de sok helyen III. Martinusként (Márton) vagy II. Martinusként jelenik meg.

## Élete
A toszkánai Gallesében született egy Palumbo nevű pap gyermekeként. Tizenkét éves volt, amikor a római egyház szolgálatába állt. IV. Leó pápa szubdiakónussá szentelte fel, később elérte a diakónusi rangot is. Háromszor járt Konstantinápolyban követségben. Második útjára II. Adorján pápa küldte 869-ben, hogy helyette elnököljön a nyolcadik egyetemes zsinaton. Visszatérte után Cerveteri püspökévé szentelték fel. Harmadik konstantinápolyi útján, amelyre VIII. János pápa küldte, börtönbe vetették, mert ellenszegült a pátriárkának, Phótiosznak. Hamarosan a római egyház arcariusa, vagyis kincstárnoka lett, aztán archidiakónus.
Amikor VIII. János tisztázatlan körülmények között meghalt, a zsinat még aznap, 882. december 16-án Mártont választotta meg pápának. Az új egyházfő csak részben követte elődje politikáját. Kegyelmet ajánlott a korábban kiátkozott Formosus püspöknek, és megengedte, hogy visszatérjen Rómába. Arra számított, hogy ezáltal csökkenni fog a szembenálló római csoportok száma, de a döntés nem váltotta be reményeit.
Bizánccal megromlott viszonya, ugyanis erélyesen fellépett a visszahelyezett Phótiosz ellen. Márton volt az, aki palliumot küldött Fulk reimsi érseknek. Nagy Alfréd király kérésére elengedte a Schola Anglorum (Róma angol negyede) összes adóját. 884. május 15-én halt meg. Testét a Szent Péter-bazilika oszlopcsarnokában helyezték örök nyugalomra.

## Művei
- Documenta Catholica Omnia (latin nyelven). (Hozzáférés: 2011. december 6.)